# Симфонический оркестр Белградской филармонии

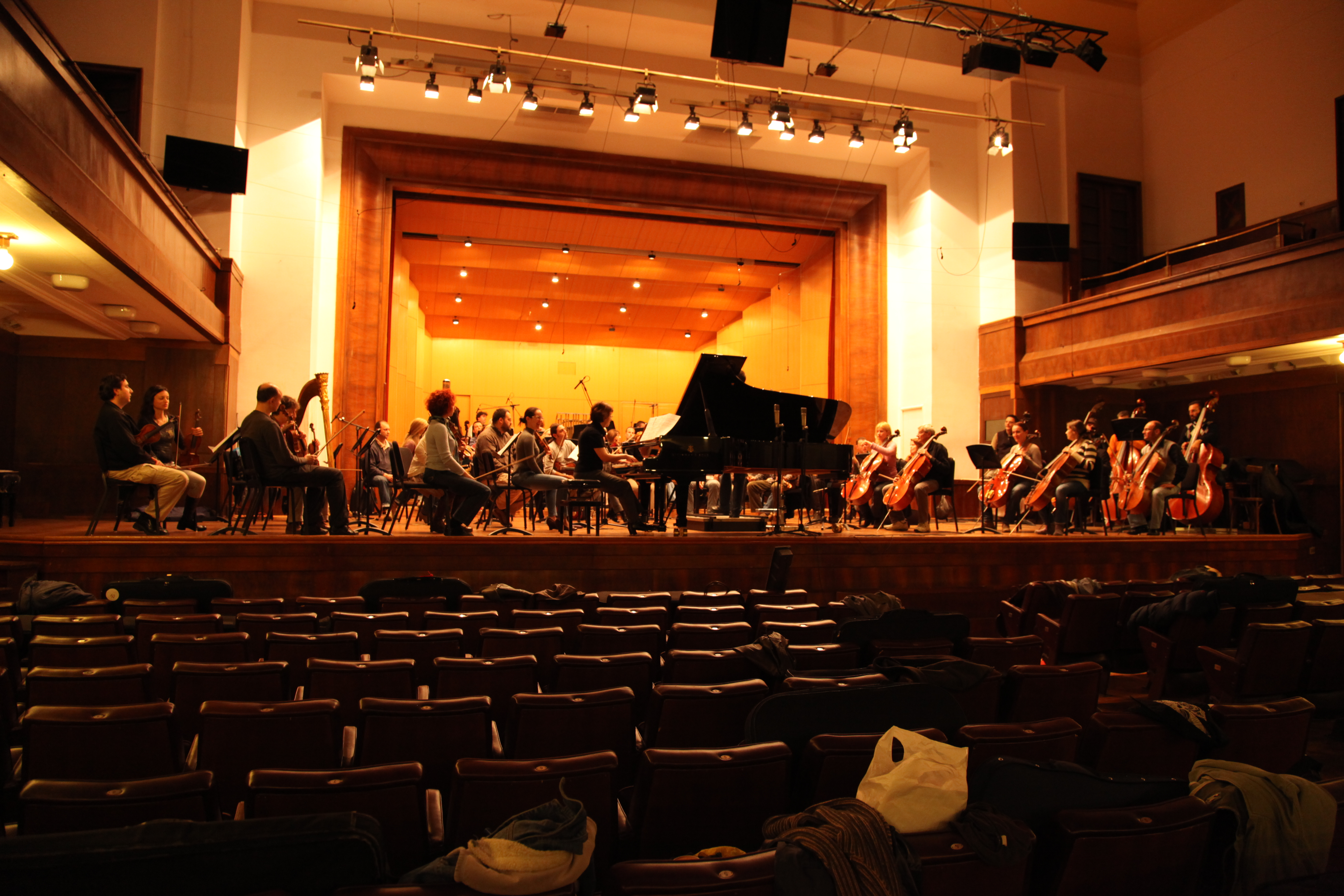
Белградский филармонический оркестр на репетиции (2012)

Симфонический оркестр Белградской филармонии (серб. Београдска филхармонија) — симфонический оркестр, базирующийся в Белграде, старейший оркестр Сербии, основанный в 1923 году.
Оркестр был учреждён по инициативе Стевана Христича и под его руководством дал первый концерт 13 июня 1923 года; в состав коллектива вошли музыканты Белградской оперы и педагоги городской музыкальной школы. В предвоенную эпоху под руководством Ловро Матачича оркестр добился первых заметных успехов (особенно в исполнении излюбленных Матачичем авторов — Антона Брукнера, Густава Малера, Рихарда Вагнера), с оркестром выступали такие солисты, как Альфред Корто, Карло Цекки, Георг Куленкампф, Пьер Фурнье, Энрико Майнарди, в качестве приглашённых дирижёров за пульт коллектива вставали Димитрис Митропулос и Йозеф Крипс.
В годы Второй мировой войны оркестр прекратил свою работу, первый послевоенный концерт состоялся 7 ноября 1944 года, спустя менее чем три недели после освобождения Белграда от немецкой оккупации. На протяжении 1950-х гг. коллектив постепенно набирал форму, начал выезжать зарубежные гастроли (Греция, Румыния, Египет и Ливан), в 1958 г. оркестром дирижировал молодой Зубин Мета. Эпохой расцвета Белградского филармонического оркестра считаются 1960-70-е гг., когда во главе его стоял Живоин Здравкович. Оркестр интенсивно гастролировал в различных европейских странах, а также в Мексике и на Кубе, с ним сотрудничали выдающиеся мировые музыканты. В 1970 г. альбом с оперными ариями русских композиторов (Глинка, Мусоргский, Римский-Корсаков, Чайковский, Рахманинов; солист Николай Гедда) был удостоен премии.
Распад Югославии и последующая война прервали в 1990-е гг. развитие оркестра, его выступления сделались спорадическими, многие музыканты покинули страну. В 2000-е гг. положение стало выправляться. В 2004 г. был реконструирован концертный зал, в котором выступает оркестр, в 2005 г. при поддержке Зубина Меты учреждён фонд помощи оркестру, благодаря которому удалось полностью переоснастить коллектив инструментами. В возрождение оркестра внёс значительный вклад пианист Иван Тасовац, занявший в 2001 г. место его директора и работавший на этом посту вплоть до назначения в 2013 г. министром культуры Сербии. В 2014 г. оркестр впервые в своей истории предпринял гастрольное турне по США, выступив в нью-йоркском Карнеги-холле, а также в Вашингтоне, Чикаго и Кливленде.
В 2023 году Белградский симфонический оркестр филармонии удостоен Сретенского ордена I степени.

## Главные дирижёры оркестра
- Стеван Христич (1923—1936)
- Ловро Матачич (1936—1939)
- Оскар Данон (1944—1951)
- Крешимир Баранович (1951—1961)
- Живоин Здравкович (1961—1978)
- Ангел Шурев (1978—1979)
- Антон Колар (1979—1981)
- Ангел Шурев (1982—1983)
- Йован Шайнович (1983—1989)
- Василий Синайский (1990—1991)
- Эмил Табаков (1994—1999)
- Урош Лайовиц (2001—2006)
- Дориан Уилсон (2006—2007)
- Мухай Танг (2010—2015)